# Solms-Braunfels

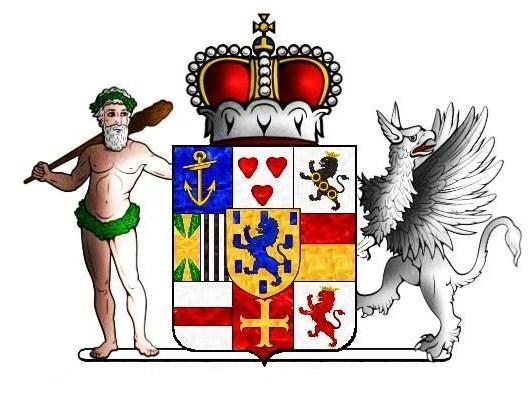
Wappen der Fürsten zu Solms-Braunfels

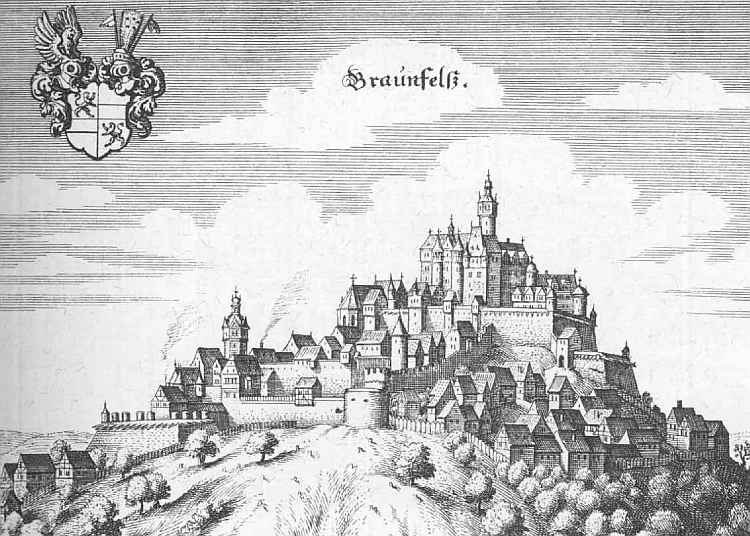
Schloss Braunfels, die Residenz der Grafen und Fürsten (Merian-Stich, vor 1655)

Solms-Braunfels (bis 1693 Solms-Greifenstein) war eine in Deutschland, der Schweiz, Österreich und Böhmen existierende Hochadelsfamilie, die 1989 im Mannesstamm erlosch.

## Geschichte
1409 teilte sich das Grafengeschlecht Solms in die Linien Solms-Braunfels und Solms-Lich.

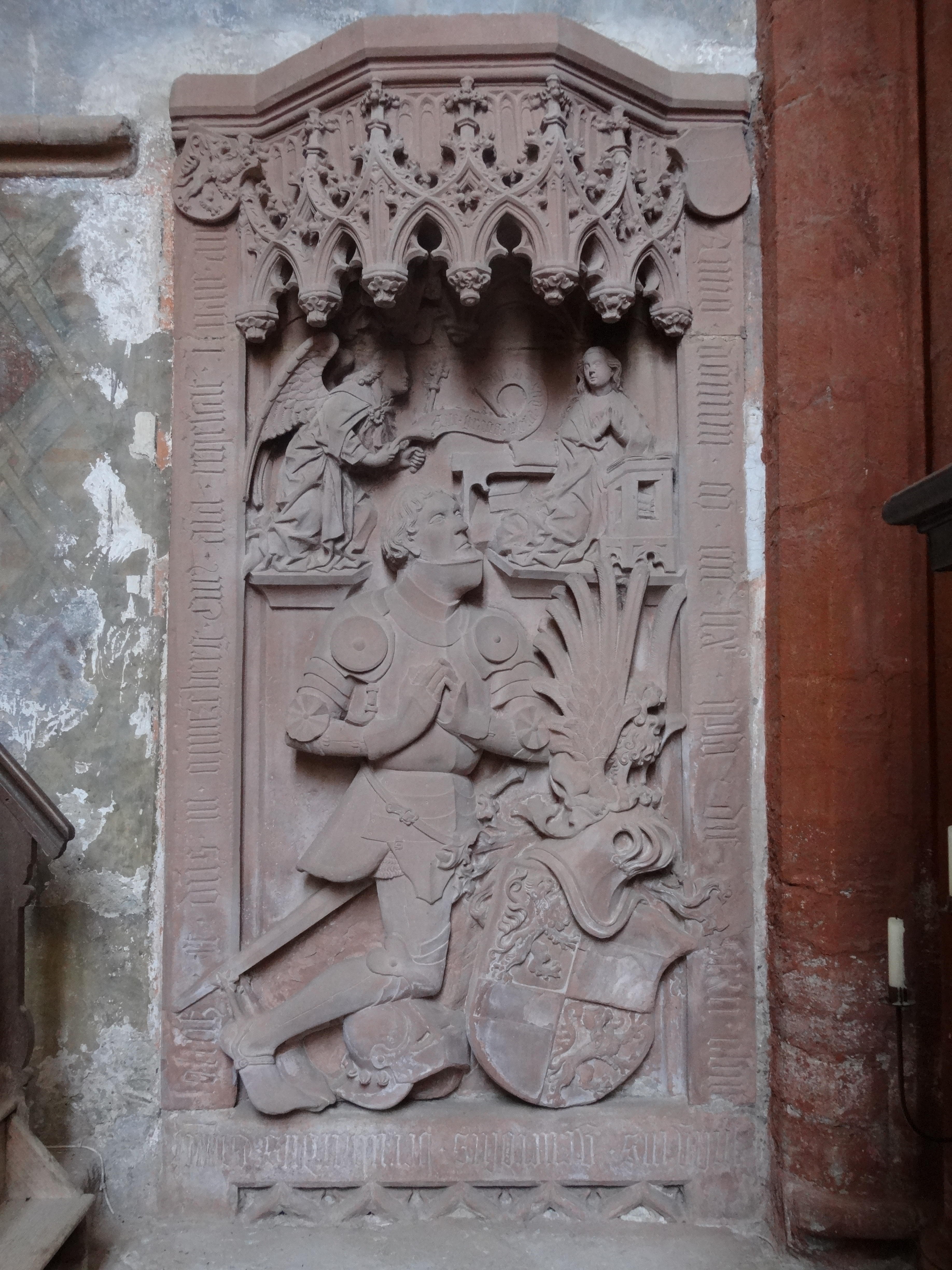
Epitaph des Bernhard II. von Solms

Graf Bernhard II. von Solms-Braunfels († 1459) war der Sohn von Otto I. von Solms-Braunfels und der Agnes von Falkenstein-Münzenberg. Er erbte 1420 Lich, Laubach und Hungen mit Anteil Münzenberg (gemeinsam mit dem Bruder Johann), 1420–1436 teilte er mit den Brüdern. 1436 war er Herr zu Braunfels, Greifenstein und Hungen. Seine Nachkommen teilten sich wieder in drei Zweige, wovon als letzter nur noch der Zweig Greifenstein bis 1989 bestand, der 1693 den Namen Braunfels annahm, seine Residenz von Schloss Greifenstein (heute Ruine) nach Schloss Braunfels verlegte und 1742 in den Reichsfürstenstand erhoben wurde. 1582 führte Graf Konrad das reformierte Bekenntnis ein.

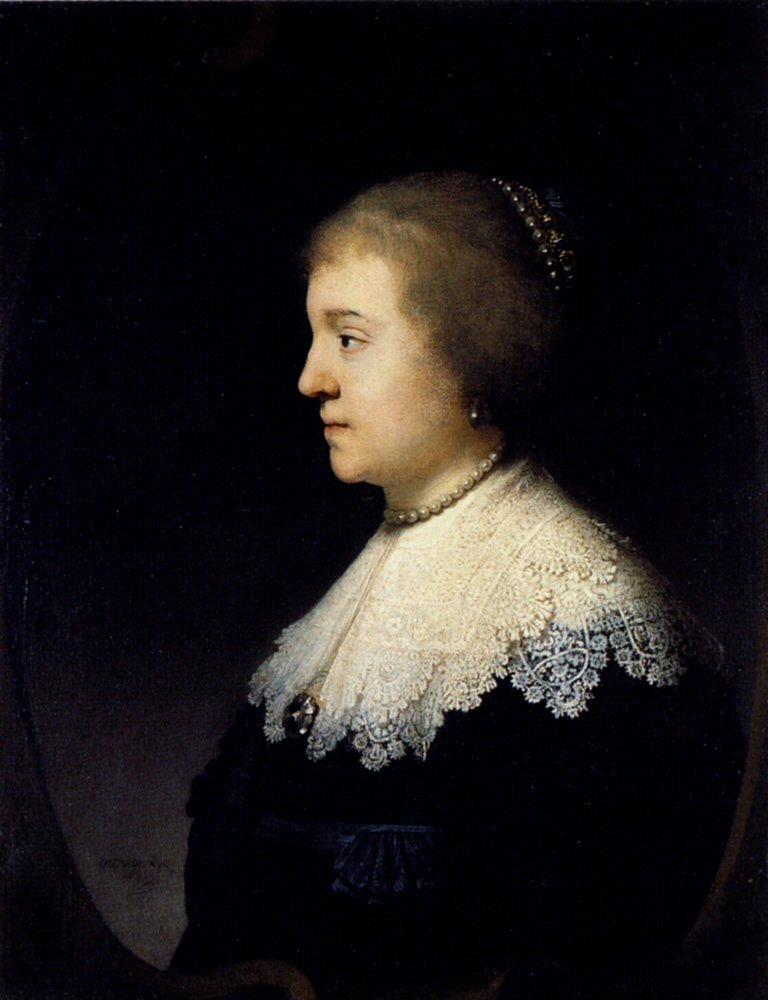
Gräfin Amalie zu Solms-Braunfels (1602–1675), Ehefrau des Prinzen Friedrich Heinrich von Oranien (Gemälde von Rembrandt van Rijn, 1632)

Europäische Bedeutung erlangte die Familie durch Amalie zu Solms-Braunfels (1602–1675), die Tochter des Grafen Johann Albrecht I. zu Solms-Braunfels (1563–1623) und dessen ersten Ehefrau Gräfin Agnes zu Sayn-Wittgenstein (1568–1617), welche 1625 den Prinzen Friedrich Heinrich von Oranien, Statthalter der Niederlande, heiratete. Sie wurde zur Schwiegermutter des Kurfürsten Friedrich Wilhelm von Brandenburg und war Großmutter der Könige Wilhelm III. von England und Friedrich I. von Preußen.
1806 wurden die Solms’schen Fürstentümer mediatisiert, das heißt, sie verloren ihre Reichsunmittelbarkeit, behielten aber umfangreiche Sonderrechte als Standesherren. Nach langen Verhandlungen wurde 1828 die Fürstlich Solms-Braunfels’sche Regierung als Unterherrschaft im Königreich Preußen eingerichtet.
Den ansehnlichsten zusammenhängenden Teil der Ländereien des Hauses besaß Fürst Georg zu Solms-Braunfels (* 18. März 1836; succedierte 7. März 1880 seinem Bruder, dem Fürsten Ernst), nämlich unter preußischer Landeshoheit die Ämter Braunfels, Greifenstein, unter großherzoglich hessischer die Ämter Hungen, Wölfersheim und Gambach, unter württembergischer einen Teil von Limpurg-Gaildorf, zusammen 514 km², mit welchen Besitzungen eine Virilstimme beim Landtag der Rheinprovinz verbunden war. Dieser Linie gehörte auch der österreichische Feldmarschallleutnant Prinz Carl zu Solms-Braunfels (1812–1875) an, Sohn des Prinzen Friedrich Wilhelm zu Solms-Braunfels (1770–1814) und der Prinzessin Friederike von Mecklenburg-Strelitz (1778–1841) und Stiefbruder des Königs Georg V. von Hannover, auf den er in österreichischem Interesse einwirkte; seine Söhne waren katholisch und standen in österreichischen Diensten.
Der vollständige Titel des Regenten der Hauptlinie Solms-Braunfels war Seine Durchlaucht Fürst zu Solms-Braunfels, Graf zu Greifenstein, Lichtenstein und Hungen, Tecklenburg, Crichingen, Lingen, Herr zu Münzenberg, Rheda, Wildenfels, Sonnewalde, Püttlingen, Dortweiler und Beaucourt.
Das erste Majorat (zu Braunfels, mit Schloss Braunfels und Schloss Hungen) ging 1970 mit dem Tod des letzten männlichen Nachkommen dieser Linie, Georg Friedrich Fürst zu Solms-Braunfels (1890–1970), an dessen Tochter Maria Gabrielle Prinzessin zu Solms-Braunfels (1918–2003) und ihren Ehemann Hans Georg Graf von Oppersdorff (1920–2003) über. Sie und ihre Nachkommen tragen nach einer Namensänderung durch den Hessischen Minister des Inneren vom 2. Mai 1969 den Namen Graf bzw. Gräfin von Oppersdorff Solms-Braunfels.
Begründer der zweiten und katholischen Linie war Prinz Wilhelm Heinrich in Österreich-Ungarn. Im 19. Jahrhundert waren die meisten Familienmitglieder Offiziere. Der große Grundbesitz in Böhmen, Mähren, Schlesien, Galizien und Lodomerien ging nach 1918 zu zwei Dritteln und 1945 ganz verloren. Mit Graf Alexander (1903–1989) erlosch auch der letzte jüngere Zweig des Hauses Solms-Braunfels.

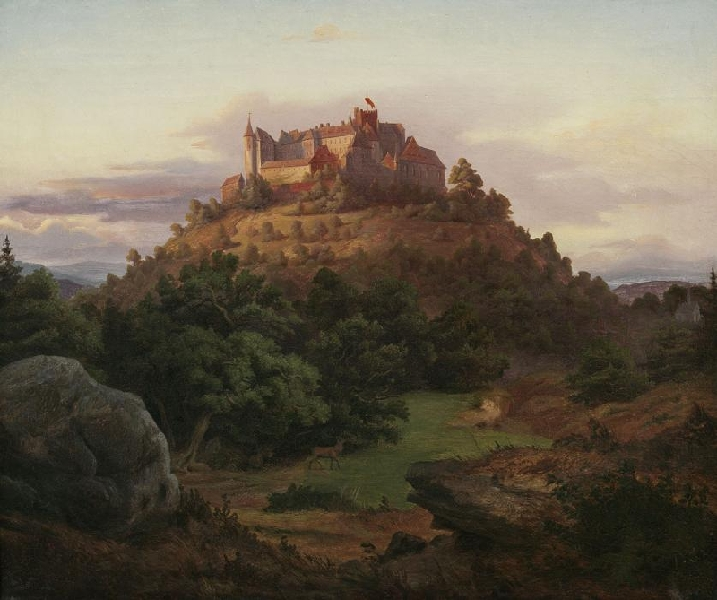
Schloss Braunfels (um 1845)
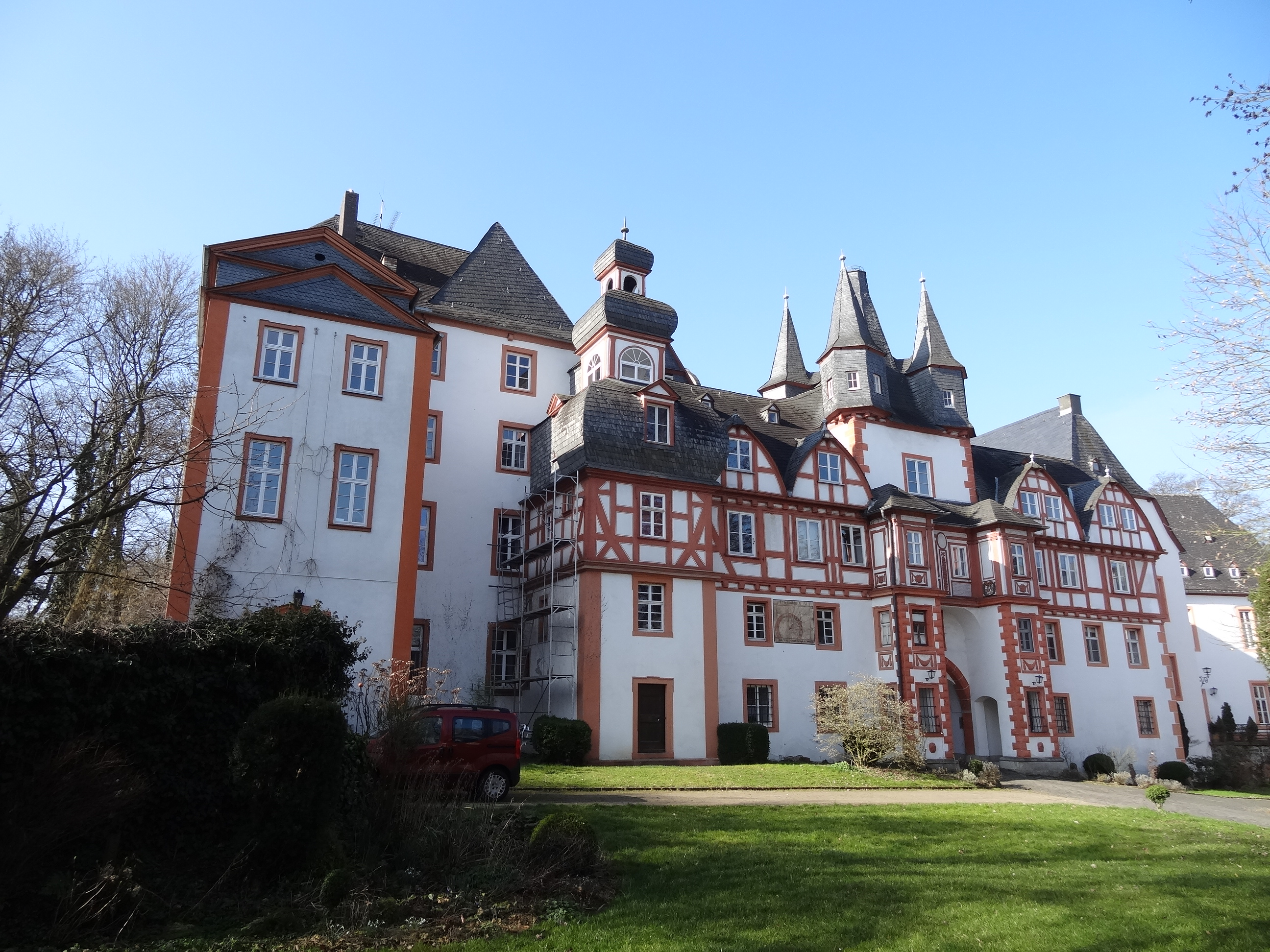
Schloss Hungen, ab 1418 bis 1974 im Besitz der Solms-Braunfels
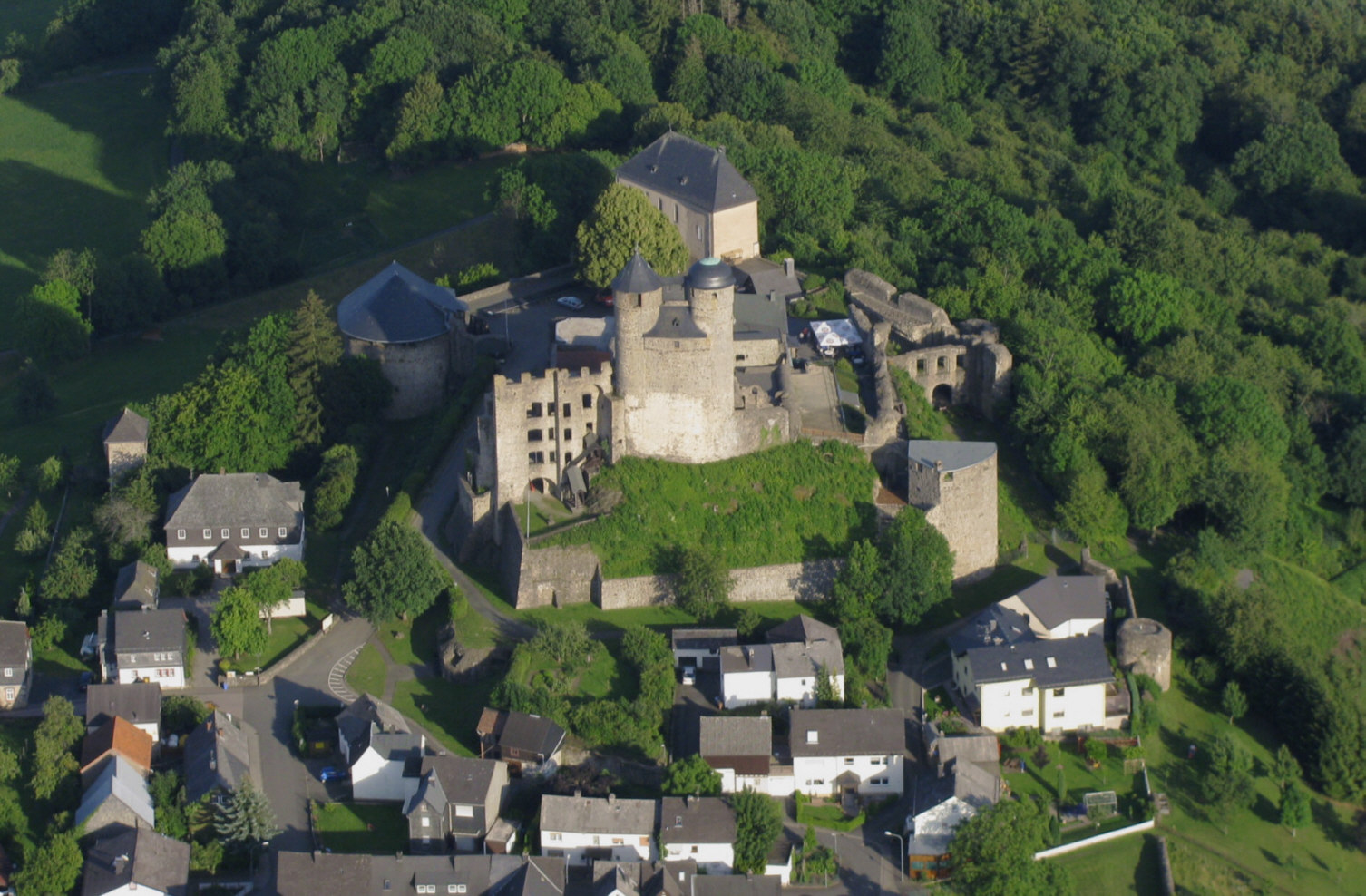
Burg Greifenstein, 1676 bis 1969 im Besitz der Solms-Braunfels

## Wappen

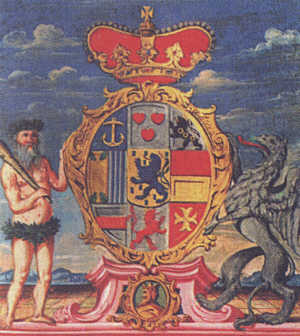
Das Wappen der Fürsten zu Solms-Braunfels
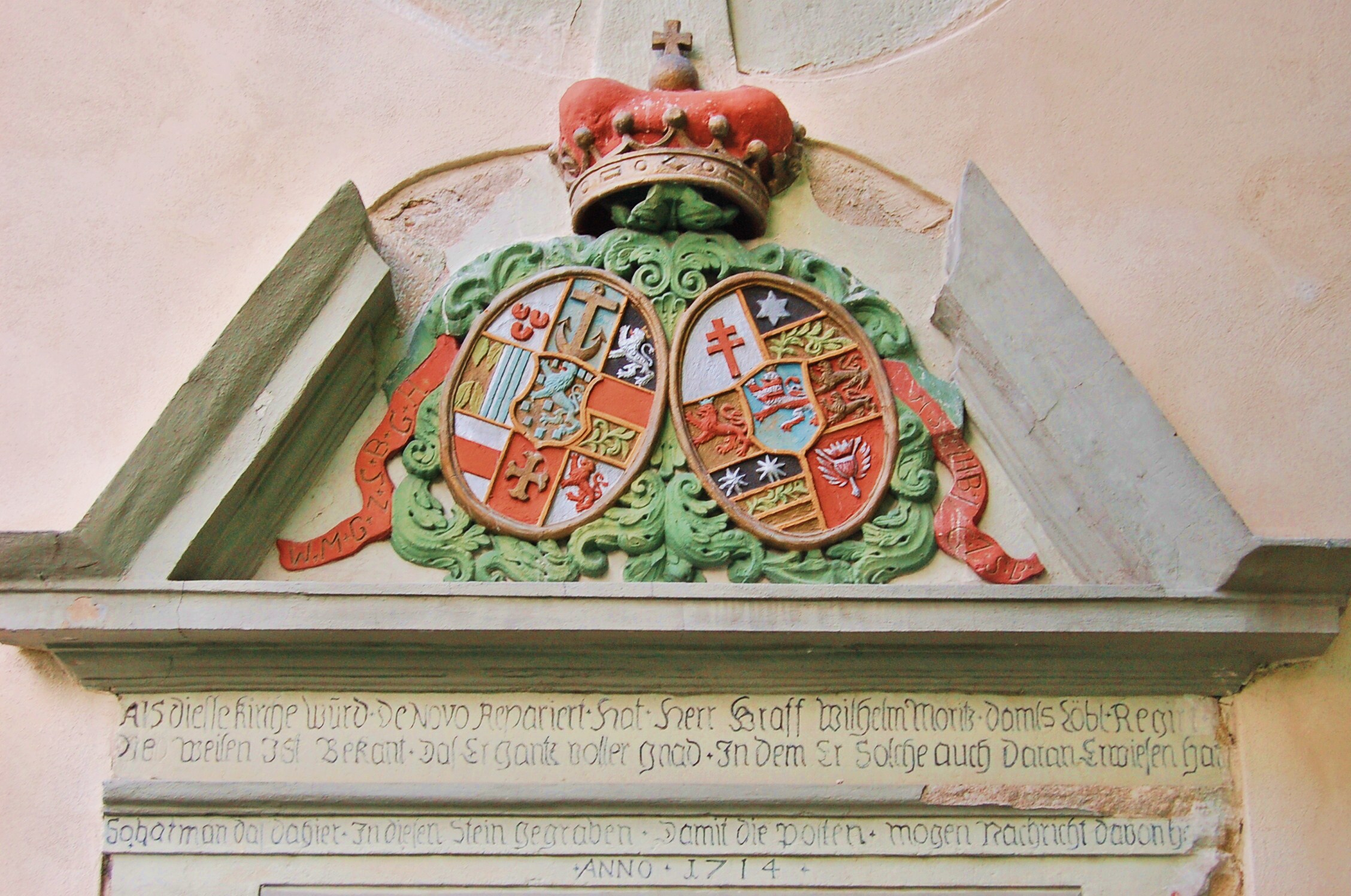
Allianzwappen Solms-Braunfels und Hessen-Homburg an der mittelalterlichen Wehrkirche in Tiefenbach (1714)
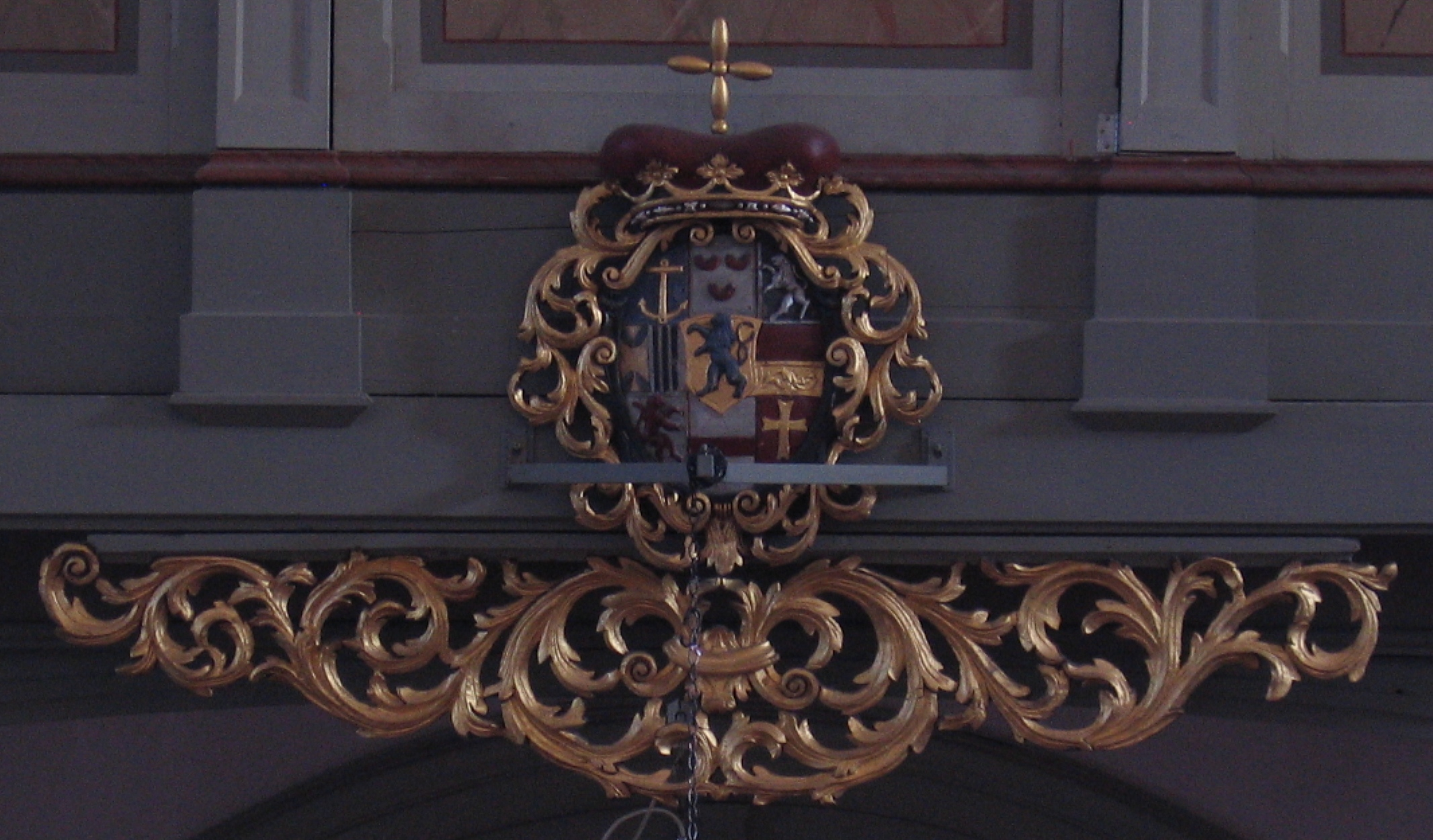
Das Wappen von Friedrich Wilhelm Graf zu Solms-Braunfels in der Ev.-ref. Kirche in Wölfersheim

## Familienmitglieder
- Johann Albrecht von Solms-Braunfels (1563–1623), Großhofmeister, Berater des Kurfürsten Friedrich V. von der Pfalz
- Wilhelm I. zu Solms-Greifenstein (1570–1635), Regent der Grafschaft Solms-Greifenstein
- Amalie zu Solms-Braunfels (1602–1675), Hofdame der Kurfürstin Elisabeth von der Pfalz; durch Heirat Prinzessin von Oranien und Gräfin von Nassau
- Wilhelm II. zu Solms-Greifenstein (1609–1676), Regent der Grafschaft Solms-Greifenstein
- Heinrich von Solms-Braunfels (1638–1693), regierender Graf und niederländisch-englischer General
- Wilhelm Moritz zu Solms-Braunfels (1651–1724), regierender Graf, königlich-preußischer Wirklicher Geheimer Rat und Staatsminister, Ritter des Schwarzen Adlerordens
- Christine Charlotte zu Solms-Braunfels (1690–1751), verheiratet mit Prinz Kasimir Wilhelm von Hessen-Homburg
- Friedrich Wilhelm zu Solms-Braunfels (1696–1761), erster Fürst zu Solms-Braunfels
- Ferdinand Wilhelm Ernst (Solms-Braunfels) (1721–1783), französischer Hauptmann und zuletzt niederländischer Generalleutnant, 2. Fürst Solms-Braunfels
- Ulrike Luise zu Solms-Braunfels (1731–1792), verheiratet mit Landgraf Friedrich IV. von Hessen-Homburg
- Wilhelm Christian Karl zu Solms-Braunfels (1759–1837), dritter Fürst zu Solms-Braunfels, preußischer Generalmajor, hessischer und preußischer Standesherr.
- Wilhelm Heinrich Casimir zu Solms-Braunfels (1765–1852), kurhessischer General-Lieutenant
- Friedrich Wilhelm zu Solms-Braunfels (1770–1814), preußischer Generalmajor
- Ferdinand zu Solms-Braunfels (1797–1873), 4. Fürst von Solms-Braunfels, Mitglied des Preußischen Herrenhauses und der Württembergischen Landstände
- Bernhard zu Solms-Braunfels (1800–1868), preußischer General der Kavallerie
- Wilhelm zu Solms-Braunfels (1801–1868), preußischer Generalleutnant
- Alexander zu Solms-Braunfels (1807–1867), preußischer Generalmajor
- Carl zu Solms-Braunfels (1812–1875), „Texas-Carl“; k.u.k. österreichisch-ungarischer Feldmarschallleutnant und Gründer der Siedlung New Braunfels in Texas
- Ernst zu Solms-Braunfels (1835–1880), 5. Fürst von Solms-Braunfels, hessischer und preußischer Standesherr
- Georg zu Solms-Braunfels (1836–1891), 6. Fürst von Solms-Braunfels, hessischer und preußischer Standesherr
- Albrecht Prinz zu Solms-Braunfels (1841–1901), deutscher Adeliger und Mitgründer der Kynologischen Gesellschaft in Deutschland
- Hermann zu Solms-Braunfels (1845–1900), Erbprinz und Mitglied des Deutschen Reichstags
- Alexander zu Solms-Braunfels (1855–1926), österreichischer Sportfunktionär
- Friedrich zu Solms-Braunfels (1864–1936), deutscher Politiker, Offizier und Abgeordneter
- Georg Friedrich zu Solms-Braunfels (1890–1970), 7. und letzter Fürst zu Solms-Braunfels

- Siehe auch Stammliste des Hauses Solms